# Phanoperla uchidai
Phanoperla uchidai és una espècie d'insecte plecòpter pertanyent a la família dels pèrlids.

## Etimologia
El seu nom científic honora S. Uchida per les seues importants contribucions en l'estudi dels plecòpters asiàtics.

## Descripció
- Els adults presenten ocels grans i gairebé en contacte.
- Les ales anteriors dels mascles fan entre 8 i 8,5 mm de llargària i les de les femelles 9-9,5.[4]

## Reproducció
Els ous són ovals i fan 363 micròmetres de llargada i 221 d'amplada.

## Distribució geogràfica
Es troba a Tailàndia.